# Lijst van rijksmonumenten in de Weesperbuurt en Plantage
Een overzicht van rijksmonumenten in de stad Amsterdam. Van de 7.324 inschrijvingen (inclusief onderdelen van objecten) in Amsterdam liggen er 145 in de buurtcombinatie "Weesperbuurt/Plantage".
| Object | Oorspronkelijke functie?  | Bouwjaar                             | Architect                                      | Locatie                      | Coördinaten?                  | Nr.?   | Afbeelding                                                                                     |
| --- | ------------------------- | ------------------------------------ | ---------------------------------------------- | ---------------------------- | ----------------------------- | ------ | ---------------------------------------------------------------------------------------------- |
| Gebouw van de Algemene Nederlandse Diamantbewerkersbond, bekend als de Burcht van Berlage                                             | Gebouw                    | 1899                                 | H.P.Berlage                                    | Henri Polaklaan 9            | 52° 22' 5" NB, 4° 54' 39" OL  | 1509   | Meer afbeeldingen                                                                              |
| Pand met klokgevel | Gebouw                    | derde kwart 18e eeuw                 |                                                | Nieuwe Kerkstraat 119        | 52° 21' 53" NB, 4° 54' 27" OL | 2954   | Meer afbeeldingen                                                                              |
| Pand met klokgevel | Gebouw                    | derde kwart 18e eeuw                 |                                                | Nieuwe Kerkstraat 121        | 52° 21' 53" NB, 4° 54' 27" OL | 2955   | Meer afbeeldingen                                                                              |
| Pand met klokgevel | Gebouw                    | derde kwart 18e eeuw                 |                                                | Nieuwe Kerkstraat 123        | 52° 21' 53" NB, 4° 54' 28" OL | 2956   | Meer afbeeldingen                                                                              |
| Pand met klokgevel | Gebouw                    | derde kwart 18e eeuw                 |                                                | Nieuwe Kerkstraat 125        | 52° 21' 53" NB, 4° 54' 28" OL | 2957   | Meer afbeeldingen                                                                              |
| Pand met gevel onder rechte lijst met twee triglyfen en op houten bedrijfspui met geblokte hoekposten                                 | Gebouw                    | mogelijk ca. 1800                    |                                                | Nieuwe Kerkstraat 143        | 52° 21' 53" NB, 4° 54' 31" OL | 2958   | Meer afbeeldingen                                                                              |
| Pand met gevel onder rechte lijst met twee triglyfen en op houten bedrijfspui met geblokte hoekposten, doch pui grotendeels verdwenen | Gebouw                    | mogelijk ca. 1800                    |                                                | Nieuwe Kerkstraat 145        | 52° 21' 53" NB, 4° 54' 32" OL | 2959   | Meer afbeeldingen                                                                              |
| Pand met klokgevel | Gebouw                    | derde kwart 18e eeuw                 |                                                | Nieuwe Kerkstraat 149        | 52° 21' 54" NB, 4° 54' 32" OL | 2960   | Meer afbeeldingen                                                                              |
| Pand met klokgevel | Gebouw                    | derde kwart 18e eeuw                 |                                                | Nieuwe Kerkstraat 153        | 52° 21' 54" NB, 4° 54' 33" OL | 2961   | Meer afbeeldingen                                                                              |
| Uitbreiding Lutherse Diaconie | Gezondheidszorg           | 1769-1771                            |                                                | Nieuwe Kerkstraat 159        | 52° 21' 55" NB, 4° 54' 33" OL | 525061 | Meer afbeeldingen                                                                              |
| Pand met klokgevel | Gebouw                    | derde kwart 18e eeuw                 |                                                | Nieuwe Kerkstraat 16         | 52° 21' 50" NB, 4° 54' 14" OL | 2962   | Meer afbeeldingen                                                                              |
| Pand met halsgevel | Gebouw                    | 1735                                 |                                                | Nieuwe Kerkstraat 18         | 52° 21' 50" NB, 4° 54' 14" OL | 2963   | Meer afbeeldingen                                                                              |
| Pand met halsgevel | Woonhuis                  | eerste of tweede helft 18e eeuw      |                                                | Nieuwe Kerkstraat 20         | 52° 21' 50" NB, 4° 54' 15" OL | 2964   | Meer afbeeldingen                                                                              |
| Pand met halsgevel | Woonhuis                  | 1736                                 |                                                | Nieuwe Kerkstraat 26         | 52° 21' 50" NB, 4° 54' 15" OL | 2965   | Meer afbeeldingen                                                                              |
| Pand | Gebouw                    | 18e eeuw                             |                                                | Nieuwe Kerkstraat 46         | 52° 21' 50" NB, 4° 54' 17" OL | 2966   | Meer afbeeldingen                                                                              |
| Pand | Gebouw                    | 18e eeuw                             |                                                | Nieuwe Kerkstraat 48         | 52° 21' 50" NB, 4° 54' 17" OL | 2967   | Meer afbeeldingen                                                                              |
| Kasgebouw van de Hortus Botanicus Amsterdam                                                                                           | Onderwijs en wetenschap   | mogelijk midden 19e eeuw             |                                                | Plantage Middenlaan 2        | 52° 21' 59" NB, 4° 54' 29" OL | 4109   | Kasgebouw van de Hortus Botanicus Amsterdam                                                    |
| Ingangshek van de Hortus | Onderwijs en wetenschap   | mogelijk eerste kwart 18e eeuw       |                                                | Plantage Middenlaan bij 2    | 52° 21' 60" NB, 4° 54' 28" OL | 4110   | Ingangshek van de Hortus                                                                       |
| Palmen- en varenkas van de Hortus | Onderwijs en wetenschap   | 1912                                 | vermoedelijk J.M. van der Mey                  | Plantage Middenlaan 2        | 52° 21' 59" NB, 4° 54' 29" OL | 495304 | Palmen- en varenkas van de Hortus                                                              |
| Hugo de Vries-laboratorium | Onderwijs en wetenschap   | 1910-1912                            |                                                | Plantage Middenlaan 2c t/m g | 52° 22' 2" NB, 4° 54' 32" OL  | 518272 | Meer afbeeldingen                                                                              |
| Hortulanuswoning, thans in gebruik als entreegebouw van de Hortus                                                                     | Dienstwoning              | 17e eeuw (oorsprong) 1862 (verbouwd) |                                                | Plantage Middenlaan 2A       | 52° 22' 2" NB, 4° 54' 32" OL  | 518273 | Meer afbeeldingen                                                                              |
| Voetgangersbrug 232 over het midden van de Hortusvijver bij het Hortusplantsoen                                                       | Brug                      | 1877                                 |                                                | Plantage Middenlaan bij 2    | 52° 21' 60" NB, 4° 54' 28" OL | 518274 | Meer afbeeldingen                                                                              |
| Voetgangersbrug 233 aan de westkant van de Hortusvijver, langs de Nieuwe Herengracht Vanaf 2016 Johan van Hulstbrug geheten           | Brug                      | 1877                                 |                                                | Plantage Middenlaan bij 2    | 52° 21' 60" NB, 4° 54' 28" OL | 518275 | Meer afbeeldingen                                                                              |
| Hortus Botanicus: speelhuis en later verbouwd als zaadkoepel                                                                          | Onderwijs en wetenschap   | 1877                                 |                                                | Plantage Middenlaan k" 2"h   | 52° 22' 2" NB, 4° 54' 32" OL  | 518276 | Hortus Botanicus: speelhuis en later verbouwd als zaadkoepel                                   |
| Gevel van de Hollandsche Schouwburg                                                                                                   | Gebouw                    | 1892-1893                            | Cornelis Antonius Bombach                      | Plantage Middenlaan 24       | 52° 21' 59" NB, 4° 54' 40" OL | 4111   | Meer afbeeldingen                                                                              |
| Onderkelderd drie verdiepingen hoog pand onder dwarsgeplaatst zadeldak                                                                | Woonhuis                  | 1892 (jaartalankers)                 | G. van Arkel en W.Wikens                       | Plantage Middenlaan 36       | 52° 21' 58" NB, 4° 54' 44" OL | 4112   | Meer afbeeldingen                                                                              |
| Stadsvilla | Woonhuis                  | 1879-1880                            | G.B. Salm                                      | Plantage Middenlaan 60       | 52° 21' 53" NB, 4° 54' 58" OL | 518402 | Meer afbeeldingen                                                                              |
| Pand met vierraamsgevel onder rechte lijst en dwars dak waarin getoogde dakkapel                                                      | Gebouw                    | laatste kwart 18e eeuw               |                                                | Nieuwe Prinsengracht 1       | 52° 21' 48" NB, 4° 54' 13" OL | 4709   | Pand met vierraamsgevel onder rechte lijst en dwars dak waarin getoogde dakkapel               |
| Pand met puntgevel | Gebouw                    | mogelijk 18e eeuw                    |                                                | Nieuwe Prinsengracht 5c      | 52° 21' 48" NB, 4° 54' 14" OL | 4710   | Meer afbeeldingen                                                                              |
| Pakhuis met puntgevel | Gebouw                    | 18e eeuw                             |                                                | Nieuwe Prinsengracht 11      | 52° 21' 48" NB, 4° 54' 15" OL | 4711   | Meer afbeeldingen                                                                              |
| Wysselmunde | Gebouw                    | 1735 (gevelsteen)                    |                                                | Nieuwe Prinsengracht 5a      | 52° 21' 48" NB, 4° 54' 14" OL | 4712   | Wysselmunde                                                                                    |
| Pand met puntgevel goede latere roedenverdeling                                                                                       | Gebouw                    | 18e eeuw                             |                                                | Nieuwe Prinsengracht 9       | 52° 21' 48" NB, 4° 54' 14" OL | 4713   | Meer afbeeldingen                                                                              |
| Pand met vierraamsgevel onder rechte lijst                                                                                            | Gebouw                    | 18e/19e eeuw                         |                                                | Nieuwe Prinsengracht 21      | 52° 21' 48" NB, 4° 54' 16" OL | 4714   | Pand met vierraamsgevel onder rechte lijst                                                     |
| Huis achter gezamenlijke gevel met nr 25, onder rechte lijst, dwars dak en dakkapel                                                   | Gebouw                    | ca. 1800                             |                                                | Nieuwe Prinsengracht 23      | 52° 21' 48" NB, 4° 54' 16" OL | 4715   | Huis achter gezamenlijke gevel met nr 25, onder rechte lijst, dwars dak en dakkapel            |
| Huis achter gezamenlijke gevel met nr 23, onder rechte lijst, dwars dak en dakkapel                                                   | Gebouw                    | ca. 1800                             |                                                | Nieuwe Prinsengracht 25      | 52° 21' 48" NB, 4° 54' 17" OL | 4716   | Huis achter gezamenlijke gevel met nr 23, onder rechte lijst, dwars dak en dakkapel            |
| Pand met gevel oorspronkelijk halsgevel, verhoogd met een verdieping onder lijst met triglyfen                                        | Gebouw                    | laatste kwart 18e eeuw               |                                                | Nieuwe Prinsengracht 27      | 52° 21' 48" NB, 4° 54' 17" OL | 4717   | Pand met gevel oorspronkelijk halsgevel, verhoogd met een verdieping onder lijst met triglyfen |
| Pand met halsgevel | Gebouw                    | eerste helft 18e eeuw                |                                                | Nieuwe Prinsengracht 29      | 52° 21' 48" NB, 4° 54' 17" OL | 4718   | Pand met halsgevel                                                                             |
| Pand met gevel onder rechte lijst | Gebouw                    | 18e/19e eeuw                         |                                                | Nieuwe Prinsengracht 31      | 52° 21' 48" NB, 4° 54' 17" OL | 4719   | Pand met gevel onder rechte lijst                                                              |
| Pand met gevel onder rechte lijst | Gebouw                    | 18e/19e eeuw                         |                                                | Nieuwe Prinsengracht 43      | 52° 21' 49" NB, 4° 54' 19" OL | 4720   | Meer afbeeldingen                                                                              |
| Pand met klokgevel | Gebouw                    | derde kwart 19e eeuw                 |                                                | Nieuwe Prinsengracht 45      | 52° 21' 49" NB, 4° 54' 19" OL | 4721   | Meer afbeeldingen                                                                              |
| Pand met halsgevel | Gebouw                    | tweede of derde kwart 18e eeuw       |                                                | Nieuwe Prinsengracht 47      | 52° 21' 49" NB, 4° 54' 19" OL | 4722   | Meer afbeeldingen                                                                              |
| Pand met gevel onder rechte klossenlijst                                                                                              | Gebouw                    | eerste helft 19e eeuw                |                                                | Nieuwe Prinsengracht 51I     | 52° 21' 49" NB, 4° 54' 20" OL | 4723   | Pand met gevel onder rechte klossenlijst                                                       |
| Pand met gevel onder rechte klossenlijst                                                                                              | Gebouw                    | eerste helft 19e eeuw                |                                                | Nieuwe Prinsengracht 53      | 52° 21' 49" NB, 4° 54' 20" OL | 4724   | Pand met gevel onder rechte klossenlijst                                                       |
| Amstel Hotel | Gebouw                    | 1867                                 | C. Outshoorn                                   | Professor Tulpplein 1        | 52° 21' 36" NB, 4° 54' 19" OL | 4741   | Meer afbeeldingen                                                                              |
| Stadswerkhuis (Dr. Sarphatihuis) | Gebouw                    | 1779-1782                            | Abraham van der Hart                           | Roetersstraat 2              | 52° 21' 53" NB, 4° 54' 38" OL | 4983   | Meer afbeeldingen                                                                              |
| Stadsvillacomplex: stadsvilla met bijbehorende tuinhek                                                                                | Woonhuis                  | 1874                                 | W. en J.L. Springer                            | Plantage Lepellaan 6         | 52° 21' 53" NB, 4° 54' 57" OL | 518268 | Meer afbeeldingen                                                                              |
| Stadsvillacomplex: koetshuis en stal annex koetsierswoning                                                                            | Dierenverblijf            | 1907-1908                            | Staal en Kropholler                            | Plantage Lepellaan 5         | 52° 21' 52" NB, 4° 54' 55" OL | 518269 | Meer afbeeldingen                                                                              |
| Stadsvillacomplex: tuinhek | Erfscheiding              | 1874                                 | W. en J.L. Springer                            | Plantage Lepellaan bij 6     | 52° 21' 53" NB, 4° 54' 56" OL | 518270 | Meer afbeeldingen                                                                              |
| Gebouw Plancius | Vergadering en vereniging | 1874                                 | Nicolaas Vos m.m.v. Jan Galman                 | Plantage Kerklaan 61A        | 52° 22' 4" NB, 4° 54' 46" OL  | 518400 | Meer afbeeldingen                                                                              |
| Woningbouwcomplex arbeiderswoningen in opdracht van Vereniging Salerno                                                                | Woonhuis                  | 1854-1856                            | Jan Leliman                                    | Valckenierstraat 27A t/m H   | 52° 21' 44" NB, 4° 54' 35" OL | 518319 | Woningbouwcomplex arbeiderswoningen in opdracht van Vereniging Salerno                         |
| Woningbouwcomplex arbeiderswoningen in opdracht van Vereniging Salerno                                                                | Woonhuis                  | 1854-1856                            | Jan Leliman                                    | Valckenierstraat 23A t/m H   | 52° 21' 44" NB, 4° 54' 35" OL | 518320 | Meer afbeeldingen                                                                              |
| Hogesluis, brug 246 | Brug                      | 1883-1884                            | W.H. Springer                                  | Sarphatistraat/ Amstel       | 52° 21' 41" NB, 4° 54' 33" OL | 518386 | Meer afbeeldingen                                                                              |
| Zeemanlaboratorium | Onderwijs en wetenschap   | 1921-1922                            | Publieke Werken                                | Plantage Muidergracht 4      | 52° 21' 57" NB, 4° 54' 35" OL | 518497 | Meer afbeeldingen                                                                              |
| Laboratorium van de Universiteit van Amsterdam                                                                                        | Onderwijs en wetenschap   | 1880                                 |                                                | Plantage Muidergracht 6a-k   | 52° 21' 56" NB, 4° 54' 37" OL | 518401 | Meer afbeeldingen                                                                              |
| Blok van herenhuizen | Woonhuis                  | 1865-1866                            | G.W. Breuker                                   | Plantage Parklaan 10-20      | 52° 22' 3" NB, 4° 54' 35" OL  | 518405 | Meer afbeeldingen                                                                              |
| Fontein Wertheimpark | Tuin, park en plantsoen   | 1898                                 | Jonas Ingenohl                                 | Wertheimpark                 | 52° 22' 5" NB, 4° 54' 32" OL  | 518488 | Meer afbeeldingen                                                                              |
| Rijksmilitair hospitaal | Gezondheidszorg           | 1868-1870                            |                                                | Sarphatistraat 252           | 52° 21' 43" NB, 4° 54' 48" OL | 518469 | Meer afbeeldingen                                                                              |
| Rijksgoederenmagazijn | Militaire opslagplaats    | 1873-1875                            | H.F. Schalken                                  | Sarphatistraat 370           | 52° 21' 45" NB, 4° 54' 56" OL | 518467 | Meer afbeeldingen                                                                              |
| Voormalig Rijksmagazijn van Geneesmiddelen                                                                                            | Opslag                    | 1887-1889                            |                                                | Sarphatistraat 410           | 52° 21' 46" NB, 4° 55' 1" OL  | 466176 | Meer afbeeldingen                                                                              |
| Amsterdamse Cavaleriekazerne | Militair verblijfsgebouw  | 1864-1865                            |                                                | Sarphatistraat 470           | 52° 21' 46" NB, 4° 55' 6" OL  | 518468 | Meer afbeeldingen                                                                              |
| Muiderpoort | Fort, vesting en -onderdl | 1770                                 | Cornelis Rauws                                 | Sarphatistraat 500           | 52° 21' 50" NB, 4° 55' 10" OL | 5139   | Meer afbeeldingen                                                                              |
| Oranje-Nassau Kazerne | Gebouw                    | 1810-1811                            | Abraham van der Hart                           | Sarphatistraat 600           | 52° 21' 53" NB, 4° 55' 17" OL | 5140   | Meer afbeeldingen                                                                              |
| De Joodsche Invalide | Gezondheidszorg           | 1915                                 | Harry Elte, Jan Frederik Staal en M. Oesterman | Weesperplein 3               | 52° 21' 45" NB, 4° 54' 31" OL | 518494 | Meer afbeeldingen                                                                              |
| Diamantbeurs | Handel en kantoor         | 1910-1911                            | G. van Arkel                                   | Weesperplein 4A t/m E        | 52° 21' 43" NB, 4° 54' 25" OL | 518478 | Meer afbeeldingen                                                                              |
| Pand met halsgevel | Woonhuis                  | eerste of tweede kwart 18e eeuw      |                                                | Valckenierstraat 1           | 52° 21' 43" NB, 4° 54' 30" OL | 5859   | Pand met halsgevel                                                                             |
| Voormalige brandweerkazerne | Overheidsgebouw           | 1873                                 | B. de Greef                                    | Valckenierstraat 2           | 52° 21' 42" NB, 4° 54' 31" OL | 5860   | Voormalige brandweerkazerne                                                                    |

## Artis
Dierentuin Artis is een rijksmonumentencomplex met 26 rijksmonumenten. Zie voor een overzicht lijst van rijksmonumenten in Artis.